# عمر بن أبي يحيى بن عبد الحق
عمر بن أبي يحيى بن عبد الحق يكنى أبا حفص، (ولد ... / ... - تُوفي 658هـ / 1259 م / ) أمير من بني مرين، بويع بعد وفاة أبيه أبي يحيى ثم خلعه عمه أبو يوسف يعقوب. بقي مضطرب الأمر نحو ستة أشهر بعد مبايعته بفاس و كانت دولته بمكناسة سنة واحدة و ستة أشهر.

## الخبر عن دولته
قال المؤرخ الناصري في الاستقصا: « لما مات الأمير أبو بكر رحمه الله اشتمل العامة من بني مرين على ابنه أبي حفص عمر فبايعوه و نصبوه للأمر و تباروا في خدمته، و مالت المشيخة و أهل العقد و الحل إلى عمه يعقوب بن عبد الحق و كان غائبا عند مهلك أخيه بتازا فلما بلغه الخبر أسرع اللحاق بفاس و توجهت إليه وجوه الأكابر، و أحس عمر بميل الناس إلى عمه يعقوب فقلق لذلك و أغراه أتباعه بالفتك بعمه فالعتصم بالقصبة، ثم سعى الناس في الإصلاح بينهما فتفادى يعقوب من الأمر و دفعه إلى ابن أخيه على أن تكون له بلاد تازا و بطوية و ملوية التي كان أقطعه إياها أخوه من قبل، فانفصلوا على ذلك و خلص الأمر لعمر و استمر بفاس أشهرا إلى أن غلب عليه عمه المذكور... ».

## صفته
صفته كما جاءت في كتاب روضة النسرين في دولة بني مرين لأبي الوليد إسماعيل ابن الأحمر :
كان أبيض اللون، حسن الوجه.

## وفاته
توفي الأمير أبو حفص عمر بن يحيى مقتولا غدرا من بنو عمه في دم كان بينهم، في أول محرم سنة 658هـ بساقية عبولة. هكذا جاء في كتاب روضة النسرين.